# 约翰·保罗·琼斯竞技场
約翰·保羅·瓊斯競技場（John Paul Jones Arena，缩写：JPJ）是弗吉尼亚大学2006年11月12日启用的一座多功能体育场，是弗吉尼亚大学骑士队的主场，但也用来举办音乐会等活动。它可以容纳近一万五千名观众，是原来该大学最大竞技场大学堂（University Hall）的近两倍，也是现在该大学最大的室内竞赛场馆。

## 外部连接
- John Paul Jones Arena Official Website （页面存档备份，存于）
- SMG - Private management firm that runs the arena and books events （页面存档备份，存于）
- VMDO's Special John Paul Jones Arena Web Section （页面存档备份，存于）
- Photo Tour of John Paul Jones Arena （页面存档备份，存于）

38°02′45.45″N 78°30′24.93″W / 38.0459583°N 78.5069250°W